# Burrell Smith
Burrell Carver Smith (New York, 16 dicembre 1955) è un ingegnere statunitense, che lavorò all'Apple Computer, progettando la scheda madre del primo modello di  Macintosh.
A causa di contrasti all'interno dell'azienda ha abbandonato Apple prima della presentazione della piattaforma Apple "Turbo Mac", una versione contenente un disco rigido e una elettronica semplificata.
Ha cofondato la Radius Corp. con l'ex dipendente Apple Andy Hertzfeld